# Jonathan Ollivier
Jonathan Byrne Ollivier (Northampton, 26 de abril de 1977 – Clerkenwell, 9 de agosto de 2015) fue un bailarín y director británico.

## Biografía
Nació en Northampton, estudió ballet clásico y contemporáneo en la escuela Ballet Rambert. Después de graduarse en 1996, se unió al CAPAB (más tarde the Cape Town City Ballet Company). En Sudáfrica se casó con la bailarina sudafricana Desiré Samaai en Paarl, Ciudad del Cabo. Regresó a Inglaterra en 1999 para unirse al Northern Ballet Theatre (ahora Northern Ballet) como director. Posteriormente, Ollivier se unió a la Compañía de Ballet Alberta como bailarín principal en 2007. Ollivier era considerado como un buen actor y un bailarín de intensidad extraordinaria física y emocional.

## Actuaciones
- El Cisne. El Extraño en El lago de los cisnes (Bourne)[1]
- Stanley Kowalski en Un tranvía llamado Deseo
- Conde Drácula en Drácula
- Athos en Los tres mosqueteros
- Heathcliff en Cumbres Borrascosas
- Muerte en Requiem
- Hyde en El extraño caso del doctor Jekyll y el señor Hyde

## Premios
- 2002, nominado como artista masculino joven sobresaliente en National Dance Awards.
- 2003-2004, nominado como Mejor bailarín masculino en National Dance Awards.[3]
- 2006, miembro honorario de la Universidad de Northampton.[4]

## Muerte
Ollivier, iba en su moto en Clerkenwell cuando se vio involucrado en una colisión con un automóvil Mercedes Benz negro justo después de las 11 de la mañana. Falleció el domingo 9 de agosto de 2015 a los 38 años. El conductor fue arrestado bajo sospecha de causar la muerte.